# Bătălia de la Torgau
Bătălia de la Torgau a avut loc pe 3 noiembrie 1760 și a fost una din ultimele mari bătălii ale Războiului de Șapte Ani. În confruntarea militară de la Torgau s-au ciocnit 50.000 de soldați prusaci aflați sub comanda regelui Frederic al II-lea cu 53.400 de soldați ai Sfântului Imperiu Roman, aflați mai inițial sub comanda feldmareșalului Leopold Josef von Daun, iar după rănirea acestuia, sub comanda generalului Adolf von Buccow, care - la rândul său rănit în timpul luptei - a predat comanda către generalul imperial Karl O'Donell.